# Lilla Tostebolstjärnen
Lilla Tostebolstjärnen är en sjö i Sunne kommun i Värmland och ingår i Göta älvs huvudavrinningsområde. Sjön har en area på 0,101 kvadratkilometer och ligger 308,2 meter över havet.

## Delavrinningsområde
Lilla Tostebolstjärnen ingår i det delavrinningsområde (666128-133179) som SMHI kallar för Utloppet av Stora Gransjön. Medelhöjden är 293 meter över havet och ytan är 42,11 kvadratkilometer. Det finns ett avrinningsområde uppströms, och räknas det in blir den ackumulerade arean 81,02 kvadratkilometer. Granån som avvattnar avrinningsområdet har biflödesordning 5, vilket innebär att vattnet flödar genom totalt 5 vattendrag innan det når havet efter 354 kilometer. Avrinningsområdet består mestadels av skog (85 procent). Avrinningsområdet har 2,56 kvadratkilometer vattenytor vilket ger det en sjöprocent på 6,1 procent.